# Alex Høgh Andersen
Alex Høgh Andersen est un acteur, mannequin et photographe danois, né le 20 mai 1994 à Slagelse au Danemark. Il est principalement connu pour avoir interprété le rôle d'Ivar le Désossé dans la série irlando-canadienne Vikings (2016-2020). 

## Biographie
Né à Seeland, plus précisément à Slagelse, Alex Høgh Andersen est le fils cadet de Charlotte Høgh (Professeure dans le supérieure )et Thomas Andersen (Chef de clinique) . Il a une sœur aînée, Aila. La famille vit à Skælskør. 
Alex Høgh Andersen découvre son amour pour le jeu d'acteur en étudiant le théâtre à l'école. C'est là qu'il apprend les bases du travail d'acteur, dont la discipline, la concentration et le travail d'équipe nécessaires pour réussir. Andersen a participé à de nombreuses pièces musicales et a eu la chance d'acquérir beaucoup d'expérience avec de nombreux rôles importants. Comme ses camarades, il a commencé à auditionner pour des rôles dans des films. À l'âge de 17 ans, ayant pris conscience de la différence qu'il y a entre jouer en direct et agir devant une caméra, Andersen part faire des études en cinéma et médias à l'université de Copenhague.

## Vie privée
Il est atteint depuis sa naissance d’hémophilie A, mais cela ne l’a pas empêché de pratiquer des sports.
Andersen est un philanthrope qui fait des dons à des organisations caritatives comme UNICEF, Care Denmark et Kræftensbekæmpelse (Combat face au cancer). Sa mère (Charlotte Høgh) a été diagnostiquée d'un cancer du sein plus tôt dans sa vie.

## Filmographie

### Courts-métrages
- 2015 : Ødeland : Jakup
- 2015 : No Slider
- 2015 : Kysset
- 2015 : Burn Burn Burn : Hugger
- 2016 : Et Portræt Af Alex Høgh Andersen : Lui-même
- 2017 : Koldt på toppen : Lui-même
- 2018 : Uro : Liam
- 2019 : Et Bånd Mellem Mennesker : Adrian

### Longs-métrages
- 2015 : A War (Krigen) de Tobias Lindholm : Anders Holm
- 2021 : Et le ciel s'assombrit (Skyggen i mit øje) d'Ole Bornedal : Frederik
- 2024 : La Chambre d'à côté (The Room Next Door) de Pedro Almodovar : Fred

### Séries télévisées
- 2012 : Outsider : Victor
- 2013 : Tvillingerne & Julemanden : William Iversen
- 2015 : Hedensted High : Flotte Tjelle
- 2016-2021 : Vikings : Ivar le désossé (31 épisodes - fini )
- 2020 : Centrum : Jacob

## Théâtre
- 2007, Østen for Solen og Vesten for Månen : Sebastian
- 2009, 1001 Nats : Ali
- 2010, Sværdet i Stenen : Arthur
- 2010, High Jul Musical : Roy
- 2011, Herkules Eventryteatret : Dionysos
- 2011, En Skærnissenats Drøm : Nisander
- 2013, Skatteøen-Treasure Island : Jim Hawkins
- 2014, De Tre Musketerer : D'Artagnan
- 2014, Sound Of Music : Rolf